# Bugia (distrito)
Bugia é um distrito localizado na província de Bugia, Argélia, e cuja capital é a cidade de mesmo nome, Bugia. Em 2008, a população total do distrito era de 19 733 habitantes.[carece de fontes?]

## Municípios
O distrito está dividido em duas comunas:
- Bugia
- Oued Ghir